# 加納鷲雄

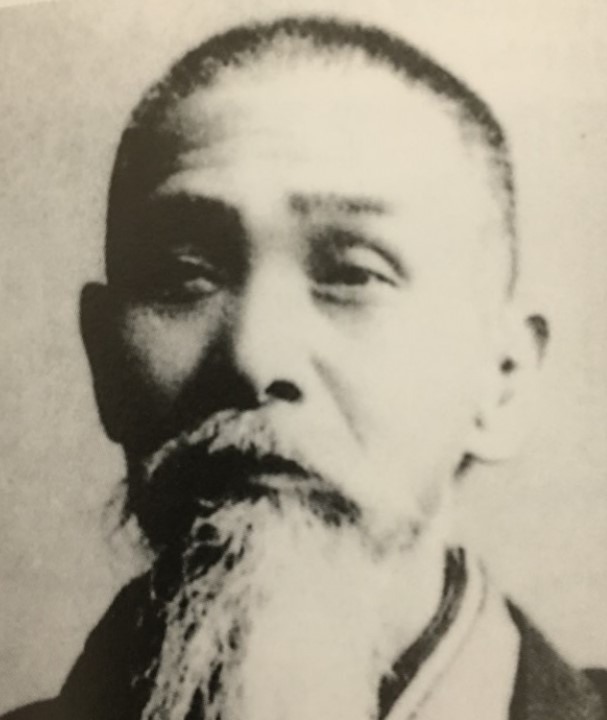
加納鷲雄

加納 鷲雄（かのう わしお、天保10年11月9日〈1839年12月14日〉-  明治35年〈1902年〉10月27日）は、新選組隊士、御陵衛士（高台寺党）。通称は道之助、別名に伊豆太郎、鴨雄など。維新後は通広（みちひろ）と改名した。

## 来歴
伊豆国賀茂郡加納村にて農民・高野伴平の長男として生まれる。若くして剣術修行のため江戸へ出、神田於玉ヶ池にあった北辰一刀流千葉道場に入門。後、深川中川町に住む伊東大蔵（甲子太郎）に師事した。一方で窪田鎮勝の神奈川奉行所勤務に篠原泰之進と共に随行し、横浜外国人居留地の警備の任についた。
元治元年（1864年）10月、伊東らと新選組の隊士募集に応じて上洛。のち加盟。翌年春の組織再編で伍長となったが、慶応3年（1867年）3月に結成された御陵衛士（高台寺党）に参加して新選組を離脱した。同年11月の油小路事件では首領の伊藤を討たれ、遺体を引き取りに行った加納ら7人に対し新選組は40人超で待ち伏せし包囲。藤堂平助、服部武雄、毛内有之助の同志3人を討たれながらも加納、篠原、鈴木三樹三郎、富山弥兵衛ら4人は囲みを脱し疾走、薩摩藩邸に匿われる。同年12月18日、御陵衛士の生き残りと共に油小路事件の報復として、伏見街道で近藤勇を銃撃。惜しくも逃走を許すが右肩に重傷を負わせた。
戊辰戦争では赤報隊二番隊、そして薩摩軍に参加。慶応4年（1868年）4月4日、下総流山にて、大久保大和と名乗り正体を偽って官軍に投降した近藤を判別し、その結果近藤は捕縛。同月、板橋刑場にて斬首された。
加納は明治4年（1871年）に札幌に渡り開拓使として勤務。同15年（1882年）に農商務省へ、同19年（1886年）には民間会社へ転じた後、明治35年（1902年）10月27日に東京麻布の自宅で死去。享年64。墓所は青山霊園、一種イ21-15-7。その墓石には妻・喜舞子の名と共に、加納通廣之墓と刻まれている。

## 家族
- 父：高野伴平
  - 本人：加納鷲雄
  - 妻：喜舞子
    - 子：加納潤四郎（海軍機関大佐・正五位勲三等功四級）